# Carlos Terrés
José Carlos Hernández Martín del Campo, más conocido como Carlos Terrés, (Lagos de Moreno, Jalisco, 30 de octubre de 1950) es un pintor y escultor mexicano.

## Biografía
Hijo de Alfredo Hernández Terrés, editor y periodista fundador del periódico Provincia, y  María Magdalena Martín del Campo, la cual es reconocida como pintora autodidacta, bordadora y pirograbadora. Su madre falleció cuando él era muy joven, quedando así bajo la tutela únicamente de su padre.
Desde pequeño tuvo acercamiento artístico al dibujo por parte de su madre y a temprana edad ingresó al Liceo de Artes Miguel Leandro Guerra, en el cual pasó sus años de adolescencia hasta su juventud.
En 1967 inició sus estudios formales en la Escuela de Artes Plásticas de la Universidad de Guadalajara.

## Inicios artísticos y estudios académicos
Sus estudios en educación primaria los realizó en el Instituto Laguense de la Salle, en Lagos de Moreno, en los años de 1956 a 1963. Asistió a la Secundaria Mixta del Estado en Lagos de Moreno del año 1963 a 1967. A la edad de 13 años ingresa al Liceo de Artes, también conocido como Escuela de Artes y Oficios del Padre Miguel Leandro Guerra, en la cual comenzó su formación formal en la pintura y la escultura, la escuela estaba recién fundada en el año de 1963.
Ingresó a la Escuela de Artes Plásticas en Guadalajara, capital del Estado. Esto sucedió en 1967, comenzó la carrera de pintura en la Escuela de Artes Plásticas de la Universidad de Guadalajara. Cinco años después terminó esos estudios y en 1974 escribió y presentó su tesis profesional Mis experiencias en el muro. Recién egresado se enfoca dentro del ámbito plástico estético, todo su quehacer y acontecer gira alrededor de la pintura, el dibujo y la escultura. La expresión escultórica, pictórica y dibujística de Terrés, es en gran proporción, sincrética simbólica. Así mismo, cuenta con estudios en escultura con manejo del mármol, tallado de madera, estudios y recuperación de la piedra artificial terroca, fundición de bronce. En los años 1975-76 terminó sus estudios de escultura y tallado de madera, en el taller del maestro Trinidad Santos, Guadalajara, después siguió especializándose en el año 1977 estudiando escultura sobre la técnica de mármol recuperado en el taller del maestro Luis Larios, en Guadalajara, terminó en 1978, durante esta época (1971-78) fue maestro de pintura y escultura en el departamento de Bellas Artes del gobierno del estado “Escuela Jardín del arte” Guadalajara.
De 1978 a 1980 tuvo estudios y experimentación sobre la técnica del mármol recuperado, en el taller de escultura de la Secretaría de Obras Públicas del Gobierno del Estado, en Guadalajara Jal. Después, en 1980 continuó con estudios y experimentación sobre la recuperación de la piedra artificial que denomina terroca, en su propio taller-estudio en Lagos de Moreno Jal, y por último de 1994 a 1995 hizo sus estudios de fundición de bronce, en el taller del maestro italiano Piero Mussi, en Berkeley Ca. USA y en 1996 prosiguió con sus estudios y experimentación en fundición de bronce, en su propia fundición en Lagos.

## Exposiciones
A lo largo de su carrera ha participado en diversas exposiciones en museos e instituciones culturales, exposiciones individuales tanto en México con en diversas partes del mundo, tales como lo son Francia, Estados Unidos, República Checa, España o Alemania. Cuenta además con obras de exposición permanente en Norteamérica, Asia y Oceanía, América Latina y Europa:
Norteamérica
- “Consejería Bancomext” México D.F. “Museo de Arte Sacro de la Diócesis de León” León Guanajuato, Mex.
- “Museo Nacional de Tequila” Tequila, Jalisco Mex. “Museo Regional Michoacano” Morelia Mich. Mex. “Civic and Cultural Center” Brea California U.S.A., “Civic and Cultural Center” Irving Texas U.S.A. “Centro Cultural de México” Santa Ana, California U.S.A. “Centro Cultural Mexicano” Fresno California U.S.A. “Consejería Bancomext” Dallas Texas U.S.A.

- “Consejería Bancomext” Houston Texas U.S.A. “ARTERRES” Nueva York. U.S.A. “Consejería Bancomext” Los Ángeles California U.S.A. “Consejería Bancomext” Montreal Canadá. “Consejería Bancomext” Vancouver Canadá.

Asia y Oceanía
- “Consejería Bancomext” Corea. “Consejería Bancomext” Japón. “Consejería Bancomext” Taiwán.

Latinoamérica
- “Consulado de México en Córdoba”, Argentina. “Consejería Bancomext” Chile, “Consejería Bancomext” Costa Rica.
- “Consejería Bancomext”, Guatemala. “Consejería Bancomext” El Salvador.

Europa
- “Biblioteca Hispánica ICI” Ciudad Universitaria, Madrid España. “Consejería Bancomext” Madrid España.
- ”Museo Vasco de Quiroga” Madrigal de las altas torres, España. “Consejería Bancomext” París Francia.
- “Casa de la Cultura” Mesto Vizovice, República Checa. “Consejería Bancomext” Bruselas.
- “Consejería Bancomext” Alemania. “Consejería Bancomext Reino Unido.” [6]

## Museo Casa Carlos Terrés
En su casa se creó un museo y centro cultural en Lagos de Moreno,  que tiene como misión el preservar y promover  sus obras.

## Galardón Carlos Terrés
El Centro Universitario de los Lagos, que forma parte de la Universidad de Guadalajara, entrega un premio llamado 'Galardón Carlos Terrés', a las personas o asociaciones que hayan logrado acciones de reconocimiento en el ámbito de las ciencias sociales y las humanidades, y que tengan un vínculo con la región de los Altos Norte, en Jalisco.
El galardón viene acompañado de una escultura denominada Meztli, creada por Carlos Terrés. El premio es entregado durante la Feria Internacional de las Humanidades, la cual en su versión de 2022 se llevó a cabo de forma virtual. La ceremonia es pública y cuenta con la presencia del rector del Centro Universitario de los Lagos y Carlos Terrés como invitado de honor.

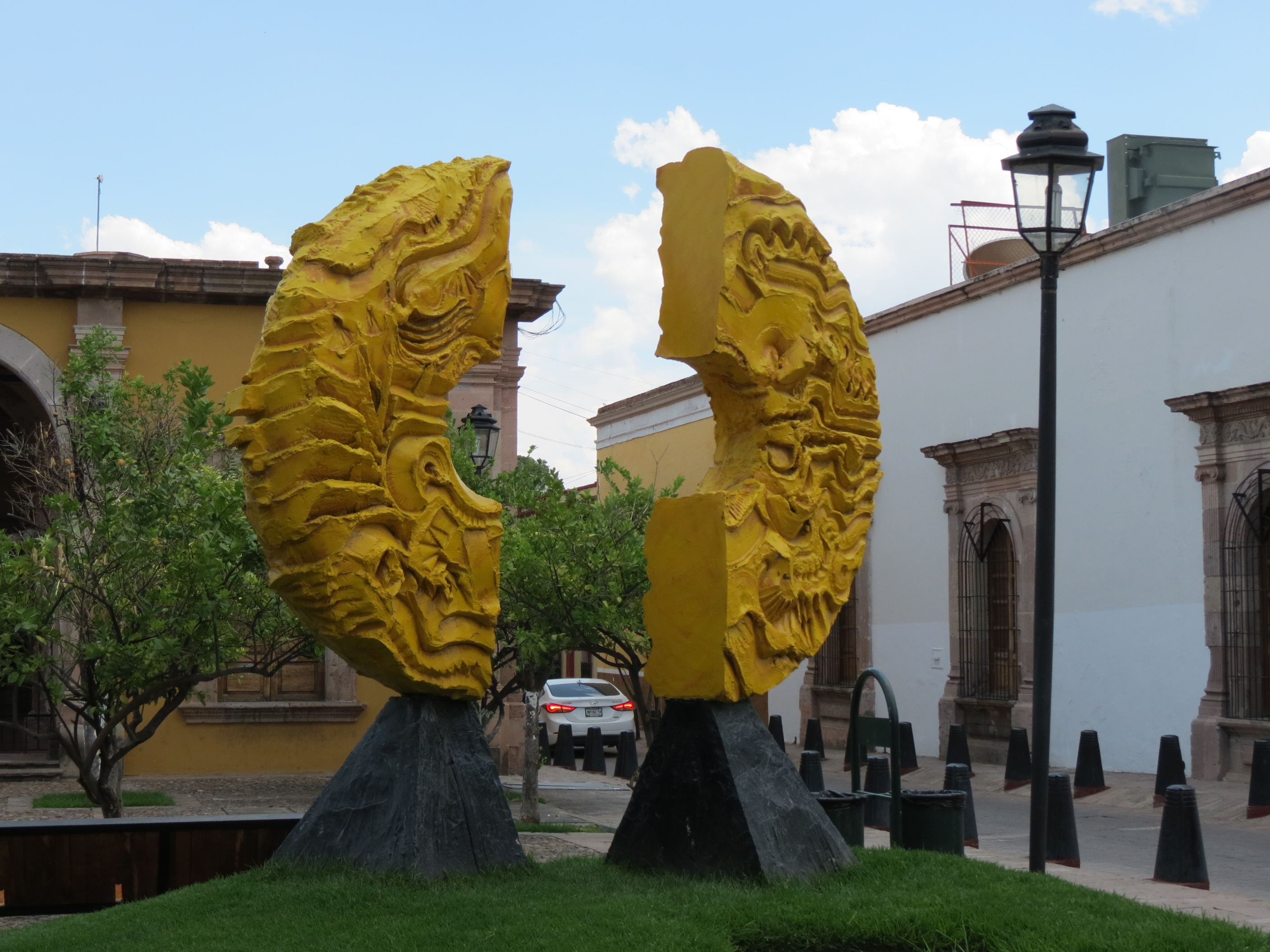
Monumento a la amistad internacional elaborada por Carlos Terrés ubicada en Lagos de Moreno, Jalisco.

En la página oficial del artista, este comparte las siguientes palabras con respecto a la escultura:
La escultura Meztli simboliza ese reconocimiento a la excelencia universitaria, a elevarse de la nada por medio del conocer y del saber, es una alegoría de la verdad, de las ciencias y de las artes, es ese luchar sin descanso en permanente cambio, impulsándose sobre la transitoriedad y la fragilidad, con las alas en la mente, del ángel, del pájaro, del papalótl, de la mariposa, volando con las manos unidas, orando, alegrando la luna, llevándola… acariciándola… coloreándola con los tonos que solo se logran con el conocimiento y la cultura, modelando la arcilla que se produce en las aulas (…)